# Svercus
Svercus is een geslacht van rechtvleugeligen uit de familie krekels (Gryllidae). De wetenschappelijke naam van dit geslacht is voor het eerst geldig gepubliceerd in 1988 door Gorochov.

## Soorten
Het geslacht Svercus  is monotypisch en omvat slechts de volgende soort:
- Svercus palmetorum (Krauss, 1902)